# 李湾水库
李湾水库是中国河南省郑州市新密市境内的一座水库，位于双泊河上，建于1958年。水库正常库容为878万立方米，集雨面积为74平方千米，海拔为327.5米。